# Ulrich Molitor

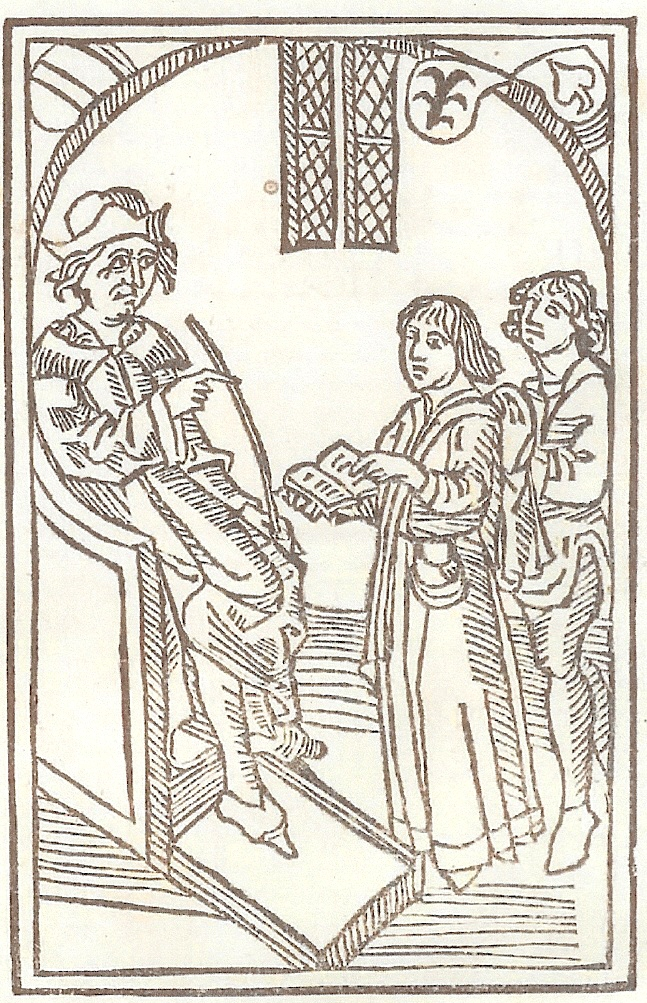
Ulrich Molitor, mittig zwischen Herzog Siegmund und Konrad Schatz bei der Werkdedikation

Ulrich Molitor, auch (Ulrich) Molitoris (* um 1442 in Konstanz; † 1507 oder 1508), war Jurist, Kanzler von Tirol und Prokurator am Reichskammergericht. Er war ein Hexentheoretiker, der sich mit seinem 1489 erschienenen Traktat De lamiis et phitonicis mulieribus („Von den Unholden oder Hexen“) gegen den „Hexenhammer“ von 1487 richtete.

## Leben
Ulrich Molitor stammte aus Konstanz. 1461 immatrikulierte er sich zunächst an der Universität Basel. 1465 bis 1469 folgte ein Studium der Rechtswissenschaft an der Universität Pavia, deren rechtswissenschaftlicher Zweig auf das 11. Jahrhundert zurückging und die unter den juristischen Fakultäten des 15. Jahrhunderts höchstes Ansehen genoss. Nach der Promotion von 1470 im Kirchenrecht wirkte Molitor als Notar am bischöflichen Gericht seiner Heimatstadt Konstanz. Aufgrund seiner Position wurde Molitor immer wieder in Streitigkeiten der Bischöfe und der Stadt Konstanz verwickelt. Da Ulrich Molitor 1492 den Amtseid gegenüber dem neugewählten Bischof Thomas Berlower verweigerte, verlor er im Februar 1493 sein Amt als bischöflicher Notar. Noch 1493 wurde er nach Innsbruck an den Hof von Herzog Siegmund von Tirol gerufen. Es folgte die Ernennung als Kanzler des Herzogtums Tirols (1495/1496). Mit einer Empfehlung des römisch-deutschen Königs Maximilian I. wurde er 1497 Prokurator am Reichskammergericht und starb 1507 (oder 1508). Ulrich Molitor hinterließ sechs Kinder.
Ulrich Molitor verfasste vier juristische Abhandlungen. Als Dankesgabe für die am 29. Mai 1488 von Hause aus erfolgte Ernennung zum Rat des Herzogs Siegmund von Tirol entstand seine bekannteste Schrift: „Tractatus de lamiis et phitonicis mulieribus“. Das in Form eines Dialoges zwischen dem Verfasser, seinem Lehrer und Juristen Konrad Stürtzel und dem Bürgermeister von Konstanz Konrad Schatz auf Latein verfasste Traktat, in dem die damals in Oberdeutschland kontrovers diskutierte Hexenfrage abgehandelt wurde, erschien ab 1489 in mehreren dicht aufeinander folgenden Auflagen. Noch vor 1500 erschien vermutlich mit Molitors Billigung eine deutsche Übertragung „Von den Unholden oder Hexen“. In seinem Traktat schlugen sich auch die Hexenprozesse gegen 48 Frauen in der Diözese Konstanz (1481–1485) nieder. Das kleine Hexenbuch wurde bis ins späte 16. Jahrhundert verlegt.

## Hexentheoretiker
Als einer der ersten Autoren engte Molitor den Hexenbegriff auf das weibliche Geschlecht ein und bezeichnete Hexen als Ketzerinnen, die von Gott abgefallen sind. Den Teufelspakt stellte Molitor ebenso wenig wie die im „Hexenhammer“ beschriebene Teufelsbuhlschaft in Frage.
Der Jurist Molitor lehnte die Geständnisse, die durch die Folter erzwungen wurden, als Beweis ab. Er leugnete die Auffassung von der Macht des Teufels und der Hexe zum Schadenzauber – nur mit der Zulassung Gottes können sie Schaden bewirken. Gleichwohl trat er dafür ein, dass die Hexen wegen ihres Abfalls von Gott mit der Todesstrafe zu belegen sind.

## Illustrationen zu den angeblichen Hexen- und Hexervergehen

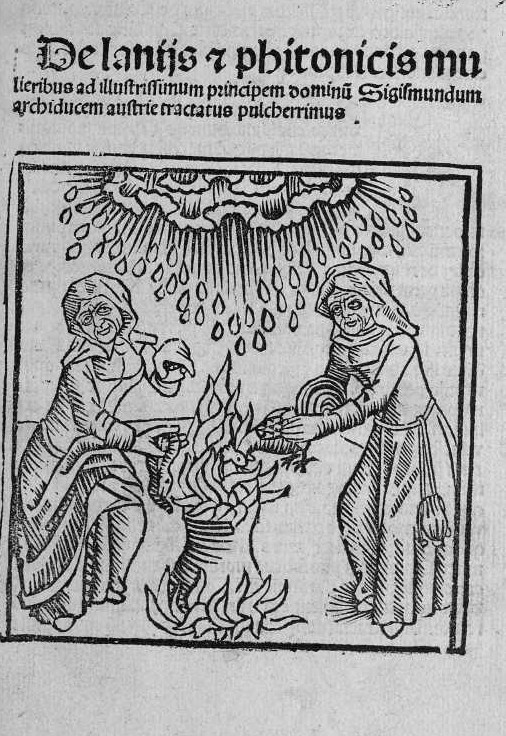
Hexerei-Traktat „Tractatus de lamiis et phitonicis mulieribus“

Bekannt sind die sieben Holzschnitt-Illustrationen aus Ulrich Molitors Buch „De lamiis et phitonicis mulieribus“: Ausgabe Reutlingen, J. Otmar, um 1489, die ab 1489 in mehreren Varianten erschienen. Der vermutlich älteste bekannte Druck erschien bei J. Otmar in Reutlingen im Frühjahr 1489. Jörg Mauz setzt in seiner Dissertation von 1983 die Ulmer Ausgabe von Zainer vor die Straßburger Ausgabe von Prüß, da der erste Holzschnitt Molitor mit Konrad Schatz bei der Dedikation seines Traktates an den Herzog Siegmund zeigt. Auch die Reutlinger Ausgaben enthalten dieses Widmungsblatt sowie die detailliertesten Darstellungen der im Bereich der Diözese Konstanz aktenkundigen und verhandelten Denunziationen. Daher sind sie als die frühesten erhaltenen Ausgaben anzusehen. In diesen Urfassungen sind noch ausgewogen Hexen und Hexer dargestellt. Die Darstellungen standen nicht in einem Bezug zum Text. In späteren Ausgaben wurde der Wolfsbanner verweiblicht und der Freischütz zum Opfer stilisiert (Hexenschuss). Die früher als Kirchen und Kapellen angesehenen Gebäude sind die Piktogramme der Städte der Vergehen. Die sieben Holzschnitte der Reutlinger Ausgabe von Otmar stellen im Einzelnen dar:
- Die Widmung: Ulrich Molitor, mittig  neben Konrad Schatz, überreicht Herzog Siegmund sein Traktat.
- Der Freischütz vom Holenstein: Die als Frau personifizierte göttliche Vorsehung (!) lenkt beim Berg Holenstein (nahe Zihlschacht im Schweizer Thurgau) den Pfeil des auf einen Bildstock zielenden Freischützen in dessen eigenen Fuß.
- Verwandlung und Flugzauber: Ein mittiger Hexer und zwei Hexen fliegen auf einem gegabelten Stecken.
- Der Wolfsreiter von Konstanz: Der Wolfbanner reitet auf der Straße nach Konstanz, vgl.: Molitors Schriften, J. Mauz (Hg.), 1997, S. 81.
- Die Hexe von Waldshut, Hexe und teuflischer Buhle haben auf einem Berg eine kleine Grube angelegt, vgl.: Hexenhammer, Jerouschek, München, 2000, S. 392.
- Der Hexensud: ein in den Urgichten häufig vorkommender Schadzauber zur Produktion von Hagel.
- Der Hexensud: ein in den Urgichten häufig vorkommender Schadzauber zur Produktion von Hagel.
- Der Hexensabbat von Konstanz: Drei Hexen finden sich in Konstanz zum Mahl zusammen.

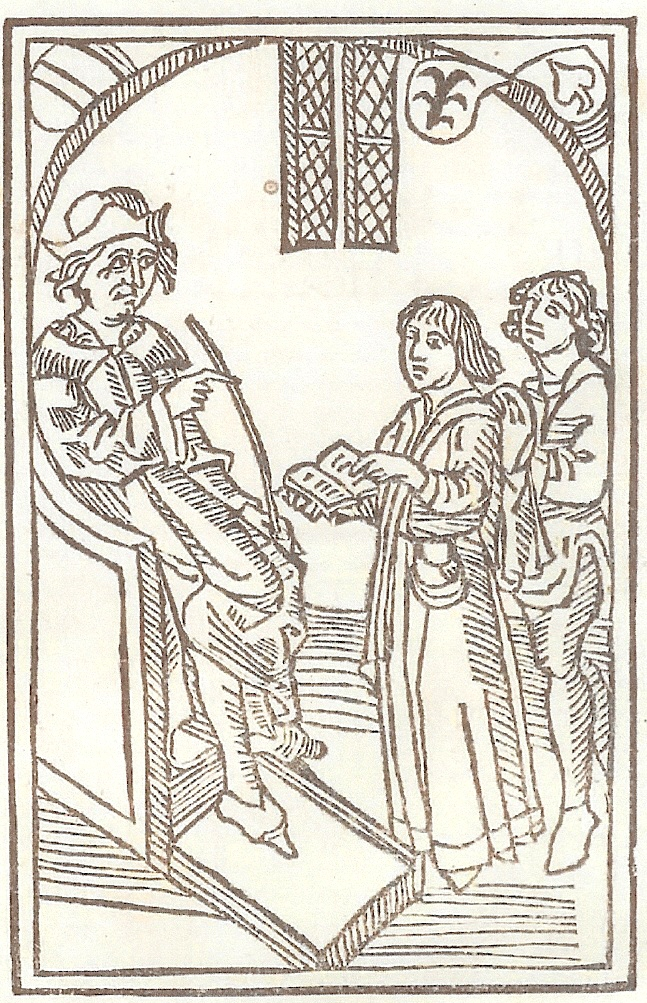
Widmung
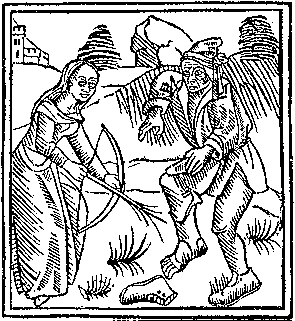
Freischütz
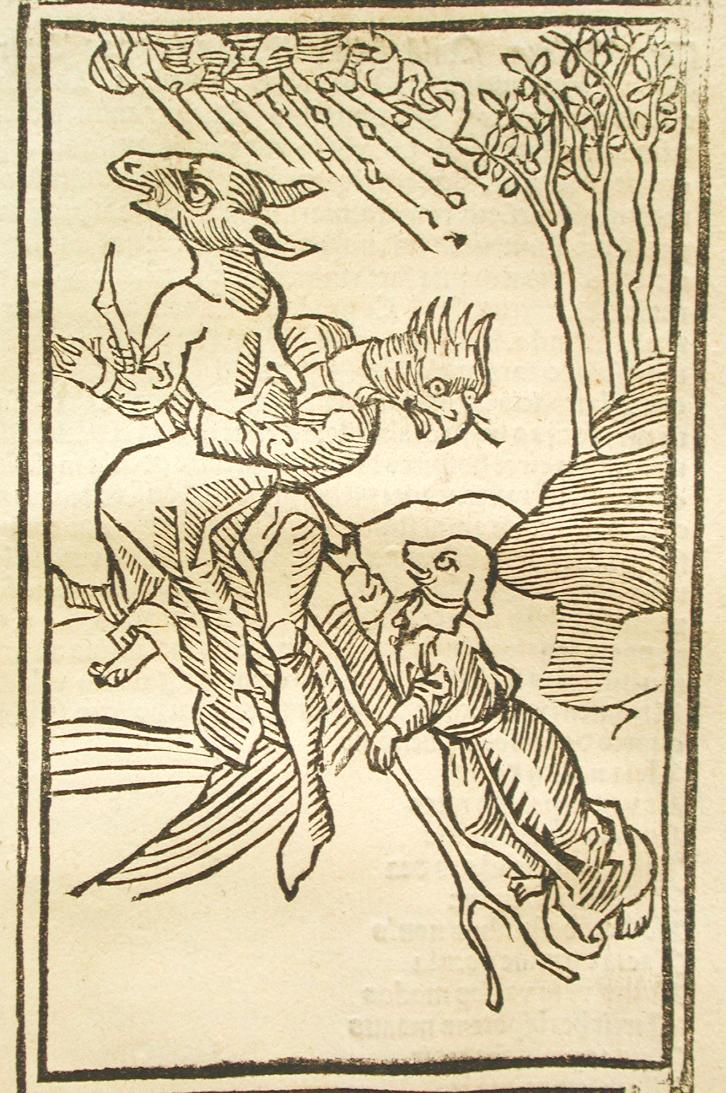
Verwandlung und Flugzauber
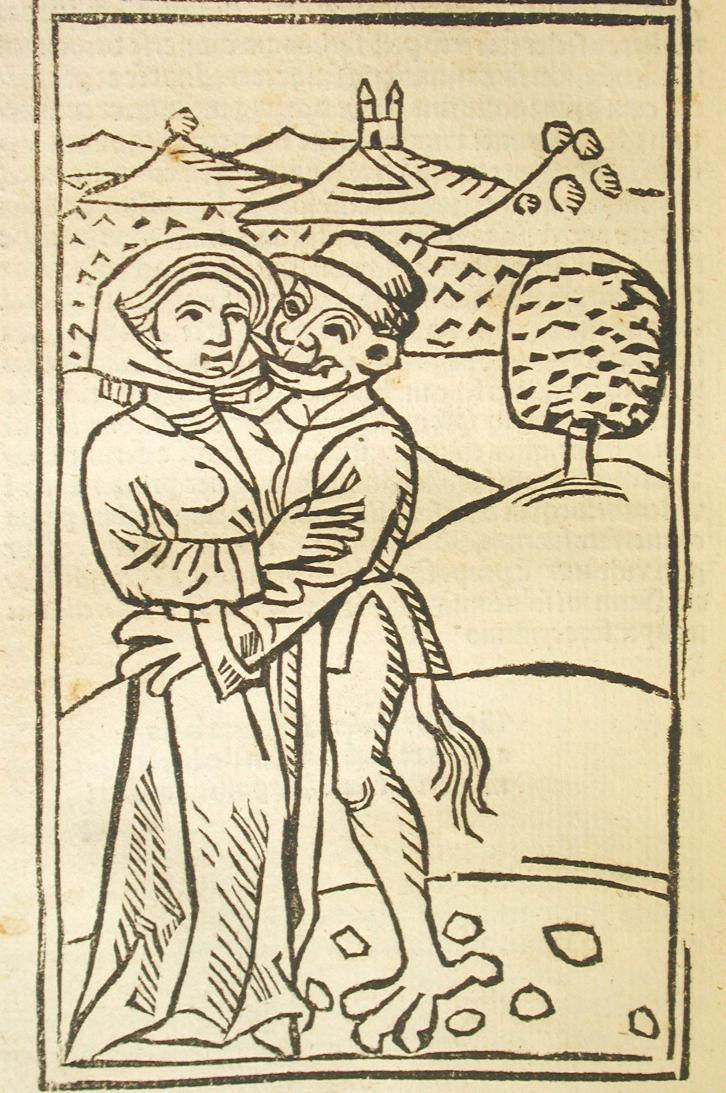
Teufelsbuhlschaft
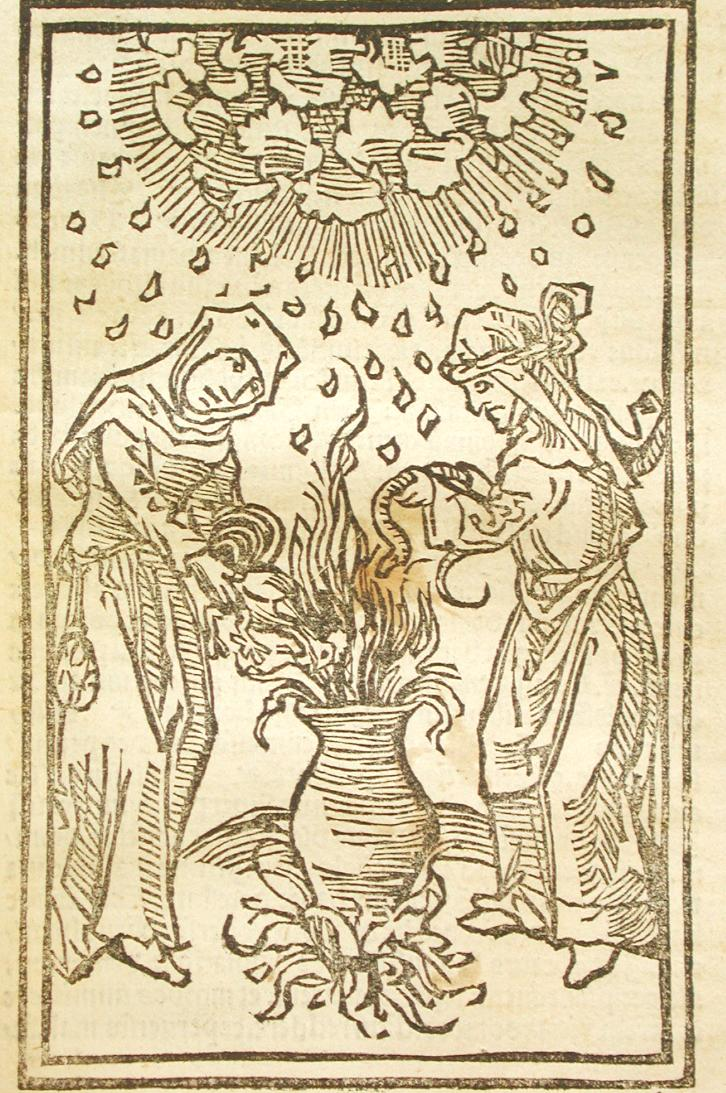
Wettermachen
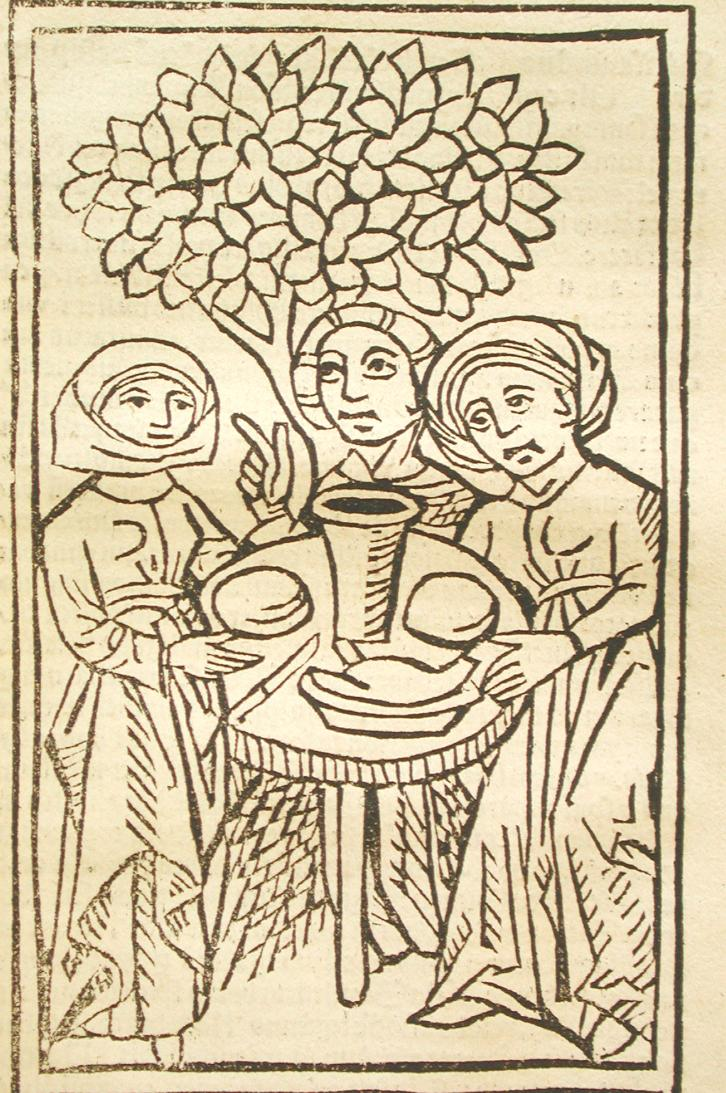
Hexenmahl

## Schriften
- Somnium comedie, 1475 im Cod. poet. et phil. 4° 47, fol  51-91 der Württembergischen Landesbibliothek
- Rechtsgutachten zur Gewerbeordnung, 1485, Handschrift A II 28, fol 38-50, des Stadtarchivs Konstanz
- De lamiis et phitonicis mulieribus, 1489
- Von den Unholden oder Hexen, Deutsche Fassung der "De lamiis et phitonicis mulieribus", noch vor 1500, Zainer, Ulm
- Landfrieden, 1495